# Craugastor cuaquero
Craugastor cuaquero är en groddjursart som först beskrevs av Savage 1980.  Craugastor cuaquero ingår i släktet Craugastor och familjen Craugastoridae. IUCN kategoriserar arten globalt som otillräckligt studerad. Inga underarter finns listade i Catalogue of Life.